# Riverina
Riverina – rodzaj słodkowodnych krasnorostów. Wyodrębniony z rodzaju Hildenbrandia.

## Budowa
Plecha w postaci płaskiej skorupy ściśle przylegającej do skalnego podłoża, co sprawia, że wygląda jak nalot. Rozrasta się promieniście, przybierając okrągławy, plackowaty kształt. Zbudowana z komórek ułożonych w ciasno ze sobą zrośniętych pionowych rzędach, słabo rozgałęziających się. Do podłoża przylega dolna warstwa plechy, nie tworząc chwytników. Górna warstwa plechy gładka, czasem tworzy poziome warstwy. Komórki walcowate o średnicy z reguły około 5 µm. Zawierają po jednym chloroplaście. 
Nie są znane struktury do rozmnażania płciowego ani konceptakle czy tetrasporangia. Karol Starmach postawił hipotezę, że narządami homologicznymi do tetrasporangiów hildenbrandii są rozmnóżki znane u hildenbrandii rzecznej (Riverina rivularis), ale nie udało się jej potwierdzić. Również nie udało się potwierdzić występowania prawdziwych tetrasporangiów i wytwarzania tetraspor raportowanego w latach 50. XX w.

## Ekologia
Przedstawiciele rodzaju zamieszkują wody słodkie. Zwykle preferują wody płynące i zacienione. Nie jest jasna przyczyna, dla której utracili zdolność rozmnażania przez tetraspory. Jedna z hipotez twierdzi, że łatwo unoszone przez wodę zarodniki byłyby porywane przez nurt wody w miejsca o wolniejszym nurcie, a więc niekorzystne siedliskowo. Monofiletyzm rodzaju sugeruje, że przejście przodków ze środowiska morskiego do słodkowodnego odbyło się jednorazowo. Mogło to nastąpić około 300 mln lat temu na Pangei. Jednocześnie obecność jego przedstawicieli na stosunkowo młodych i izolowanych wyspach wskazuje na dużą zdolność do dyspersji.

## Systematyka
Rodzaj w 2024 roku wyodrębnił z rodzaju Hildenbrandiazespół pod przewodnictwem Christophe'a Vieiry i Gary'ego Saundersa, zaliczając do niego wszystkie jego znane wówczas słodkowodne gatunki współczesne. Pozycja skamieniałości Litothallus ganovex, która prawdopodobnie była słodkowodnym przedstawicielem rzędu Hildenbrandiales, jest niepewna. Wszyscy przedstawiciele rodzaju wykazują podobieństwo morfologiczne mimo różnic molekularnych, co podaje w wątpliwość podział na tradycyjnie wyróżniane gatunki. Z tego względu gatunkiem typowym wyznaczono opisany niewiele wcześniej na podstawie danych molekularnych gatunek Riverina tahitiensis. Po wyodrębnieniu rodzaju Riverina rodzaj Hildenbrandia ma charakter parafiletyczny.
Oprócz rodzajów Hildenbrandia i Riverina w rodzinie  Hildenbrandiaceae wyróżnia się rodzaj Apophlaea. Dane molekularne wskazują jednak, że jego klad jest zagnieżdżony wewnątrz kladu Hildenbrandia, więc mógłby być zlikwidowany, co jednak jest odmienne od podejścia Vieiry i Sandersa. W razie niewyróżniania rodzajów Riverina i Apophlaea rodzina Hildenbrandiaceae byłaby monotypowa. Co więcej, kolejne taksony wyższego rzędu do poziomu podklasy Hildenbrandiophyceae również są monotypowe. W związku z tym w kladystycznych systemach klasyfikacyjnych rodzina Hildenbrandiaceae jest kladem odrębnym od innych kladów o randze podklasy, wraz z nimi wyrastając z węzła Florideophycidae. 

W momencie wyodrębnienia rodzaju znane były następujące gatunki:
- Riverina tahitiensis
- Riverina angolensis
- Riverina jigongshanensis
- Riverina rivularis – hildenbrandia rzeczna
- Riverina ramanaginae
- Riverina cuprea